# Goro Inagaki
Gorō Inagaki (稲垣　吾郎, Inagaki Gorō) (Tóquio, Japão, 8 de Dezembro de 1973) é um cantor e ator japonês, ex-integrante do grupo SMAP. Sua carreira começou enquanto estava na escola superior quando sua irmã enviou uma foto dele para a companhia de talentos Jhonny & Associates. Brevemente, Goro foi escolhido para fazer parte de um grupo que veio a ser um dos mais famosos do Japão, o SMAP. A banda provou ser popular no entretenimento japonês e Goro se tornou uma estrela.
Seu primeiro filme foi em 1990 com Saraba Itoshino Yakuza. Em 1993 foi escolhido para participar de seu primeiro filme internacional, Private Lessons II, interpretando um estudante japonês que se apaixonou por sua professora particular. O filme também tinha no elenco o então líder do SMAP, Masahiro Nakai. Em 1994, apareceu juntamente com Takuya Kimura em Shoot. Goro continuou fazendo filmes até 1999, mas por continuar no SMAP até 2016, se concentrou mais na música.
Em 2017, após o fim de SMAP,ele se transferiu da agência Jhonny & Associates para a CULEN, juntamente com Tsuyoshi Kusanagi e Shingo Katori.

## Tópico

### Tráfico de altercação
Em 2001 Inagaki se envolveu no tráfico de altercação. Foi preso sob a acusação de violação da Lei de tráfego rodoviário e obstrução de desempenho de funções oficiais, quando uma policial lhe deu uma multa de estacionamento. Foi temporariamente suspenso de todas as aparições públicas da Johnny & Associates, mas SMAP continuou realizando suas performances na época.
O Departamento da Polícia Metropolitana de Tokyo Shibuya Station enviou um relatório aos procuradores do Distrito Público de Tokyo, acusando Inagaki de ter ferido a policial, mas esta alegação não foi aceita e ele pagou a multa após sua liberdade.
O Distrito do Ministério Público de Tokyo assumiu que o ídolo foi preso por suspeita de obstruir o exercício de funções oficiais e não ser maligno, chegando até a ter a eliminação da ação penal (suspensão do indiciamento).

### Solo
Em 2004 Goro Inagaki como &G (solo single) lançou『WONDERFUL LIFE』, o qual era música-tema para o drama 『Boku to kanojo to kanojo no ikiru michi』 (um dos membros do SMAP, Tsuyoshi Kusanagi interpretou o personagem principal) e alcançou a primeira posição na Oricon.

## Filmografia

### Drama
- Seishun Kazoku (1989)
- Gakkō e ikō (1991)
- Hatachi no Yakusoku (1992)
- Usodemoiikara (1993)
- Tōkyō Daigaku Monogatari (1994)
- Saikō no Koibito (1995)
- Subarashiki Kazokuryokō (1996)
- Saigo no Kazokuryokō (1996)
- Kare (1997)
- Koi no Katamichikippu (1997)
- Sommelier (1998)
- Shinshitsusaibō (1998)
- Kiken na Kankei (1999)
- Saimin (2000)
- Onmyōji (2001)
- Kekkon no Jyōken (2002)
- Yoisho no Otoko (2002)
- Ren'ai Hensachi (2002)
- Hoshi ni Negai o (2004)
- Inugamike no Ichizoku (The Kindaichi Series) (2004)
- 9.11 (2004)
- Yatsuhakamura (The Kindaichi Series) (2004)
- M no Higeki (2005)
- Asuka e soshite madaminukoe (2005)
- Jōōbachi　(The Kindaichi Series) (2006)
- Busu no Hitomi ni Koishiteru (2006)
- Aakuma ga Kitarite Fue wo Fuku (The Kindaichi Series) (2007)
- Hanazakari no kimitachi e (2007) (episódio 9)
- Sasaki Fusai no Jinginaki Tatakai (2008)
- Akuma no Temariuta (The Kindaichi Series) (2009)
- Triangle (2009)
- Kamen Rider G (2009)
- Nagareboshi (2010)

### Filmes
- Saraba itoshino yakuza (1990)
- Private Lessons (1993)
- Shoot (1994)
- Super Scandal (1996)
- Parasite Eve (1997)
- Hypnosis (1999)
- University of laughs (2004)
- Voz de Ratchet em One Piece: Karakurijō no Mecha Kyohei (filme 7) (2006)
- Narração para Hokkyoku no Nanu (Lançamento japonês de Arctic Tale) (2007)
- Thirteen Assassins (2010)

### Programas de TV
- Ai ga mori mori (1992 - 1995)
- WIN (1996 - 1997)
- Inagaki geijutsu kan (2000)
- Tokumei research 200X (1997 - 2004)
- Goro no hosomichi (2004)
- Goro no sonata (2004)
- Honto ni atta kowai hanashi (2004 - 2005)
- Goro's bar (2004 - 2009)
- Wasurebumi (2003 - 2010)
- Goro's bar presents my fair lady (2009 - 2010)
- G.I.Goro (2010)
- SMAP×SMAP (1996 - )
- SmaStation (2001 - )
- Aishuutantei 1756 (2010 - )